# True West (Shepard)
True West è una commedia scritta da Sam Shepard, realizzata nel 1971 e messa in scena per la prima volta in California, a San Francisco, al teatro San Francisco's Magic Theatre il 10 luglio 1980.
La commedia è stata in seguito messa in scena da diverse compagnie teatrali e interpretata da diversi attori: a New York nel 1983, a cura della Steppenwolf Theatre Company, nella quale ha debuttato a teatro l'attore John Malkovich, con la regia di Gary Sinise, e nella versione francese di Pierre Legris del 1994 per il Canada nella quale ha recitato l'attore Roy Dupuis.

Nel 2000 fu rimessa in scena a Broadway da Philip Seymour Hoffman che sostituì, di tanto in tanto, parti dell'originale commedia. Nel 2003, Wilson Milam portò al Bristol Old Vic una nuova versione della commedia rivisitata e rimodernizzata nella quale Phil Daniels interpretò la parte di Lee e Andrew Tiernan quella di Austin.

Bruce Willis recitò nella versione televisiva della commedia, messa in onda sul canale a pagamento Showtime.

## Trama
È la storia di due fratelli: Lee ed Austin. 

Lee è un piccolo criminale, un opportunista ed è in mezzo alle lotte con cani mentre Austin è un bravo sceneggiatore con una moglie e dei figli, due fratelli e due vite completamente diverse. Fra di loro non c'è un vero rapporto familiare come nemmeno fra loro ed il padre. Austin e Lee si occupano di sorvegliare la casa della madre, mentre è in vacanza. Lee, che si trasferisce a vivere nella casa della madre, vuole solo essere lasciato in pace ma Austin si preoccupa per il quartiere vedendo nel fratello solo un ladro. L'arrivo di un produttore nella città cambierà ogni cosa, sembra infatti molto più interessato alla storia vera di Lee che alle finte sceneggiature di Austin.